# Eriosoma ulmi
Espèce
Eriosoma ulmi, le kermès de l'orme, un puceron lanigère, est une espèce d'insectes hémiptères de la famille des Aphididae. Sa cible principale étant l'orme, cela justifie son nom vernaculaire.
Dans le même genre Eriosoma, on trouve l'espèce Eriosoma lanuginosum (Hartig, 1839), dont la cible est l'orme champêtre (Ulmus minor).
D'autres pucerons sont aussi appelés lanigères, comme Adelges tsugae Annand, 1924, le puceron lanigère de la pruche, introduit en Amérique du Nord.

## Cycle de vie
Eriosoma ulmi, espèce eurasiatique, survit à l'hiver sous forme d'œufs fixés sur les ormes (Ulmus). Au printemps, à l'éclosion, les jeunes pucerons grisâtres, protégés par leur toison gluante et blanchâtre, gagnent les feuilles et s'installent à leur face inférieure ; celle-ci s'enroule, forme une sorte de galle et assure un abri aux pucerons qui se nourrissent de sève. Les dégâts infligés aux ormes sont peu significatifs hormis un éventuel retard de croissance. En été, des individus ailés apparaissent, ils gagnent les groseilliers (Ribes) ; des colonies de pucerons lanigères envahissent alors les racines où ils peuvent occasionner un ralentissement du développement, en particulier des groseilliers sanguins ornementaux (Ribes sanguineum). En automne, des individus sexués ailés effectuent le voyage inverse : ils regagnent les ormes où les femelles pondent des œufs d'hiver après s'être accouplées.

## Taxinomie
Deux sous-espèces sont décrites :
- Eriosoma ulmi orientale (Shaposhnikov, 1955)
- Eriosoma ulmi ulmi (Linnaeus, 1758)